# Krankensjöarnas sumpskogar
Krankensjöarnas sumpskogar este o arie protejată (arie specială de conservare — SAC, sit de importanță comunitară — SCI) din Suedia întinsă pe o suprafață de 34,5 ha, integral pe uscat.

## Localizare
Centrul sitului Krankensjöarnas sumpskogar este situat la coordonatele 58°44′57″N 16°18′04″E / 58.7491°N 16.301°E.

## Înființare
Situl Krankensjöarnas sumpskogar a fost declarat sit de importanță comunitară în iulie 2000 pentru a proteja 1 specie de plante. Situl a fost protejat și ca arie specială de conservare în ianuarie 2014.

## Biodiversitate
Situată în ecoregiunea boreală, aria protejată conține 5 habitate naturale: Taiga vestică, Lacuri și iazuri distrofice naturale, Mlaștini turboase de tranziție și turbării mișcătoare, Păduri caducifoliate de mlaștină fino-scandinave, Cursuri de apă de la nivel de câmpie la nivel montan, cu vegetație Ranunculion fluitantis și Callitricho-Batrachion.
La baza desemnării sitului se află o specie protejată de  plante: Buxbaumia viridis.